# コンドロイチン硫酸

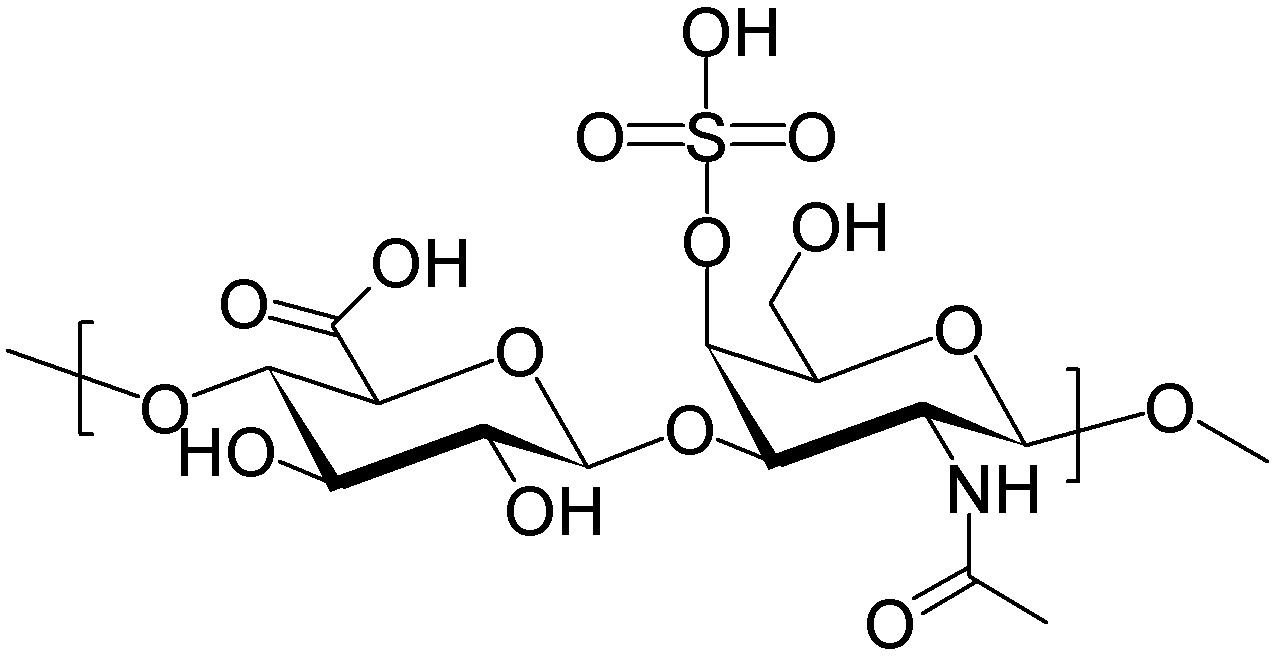
コンドロイチン硫酸A（コンドロイチン4硫酸）

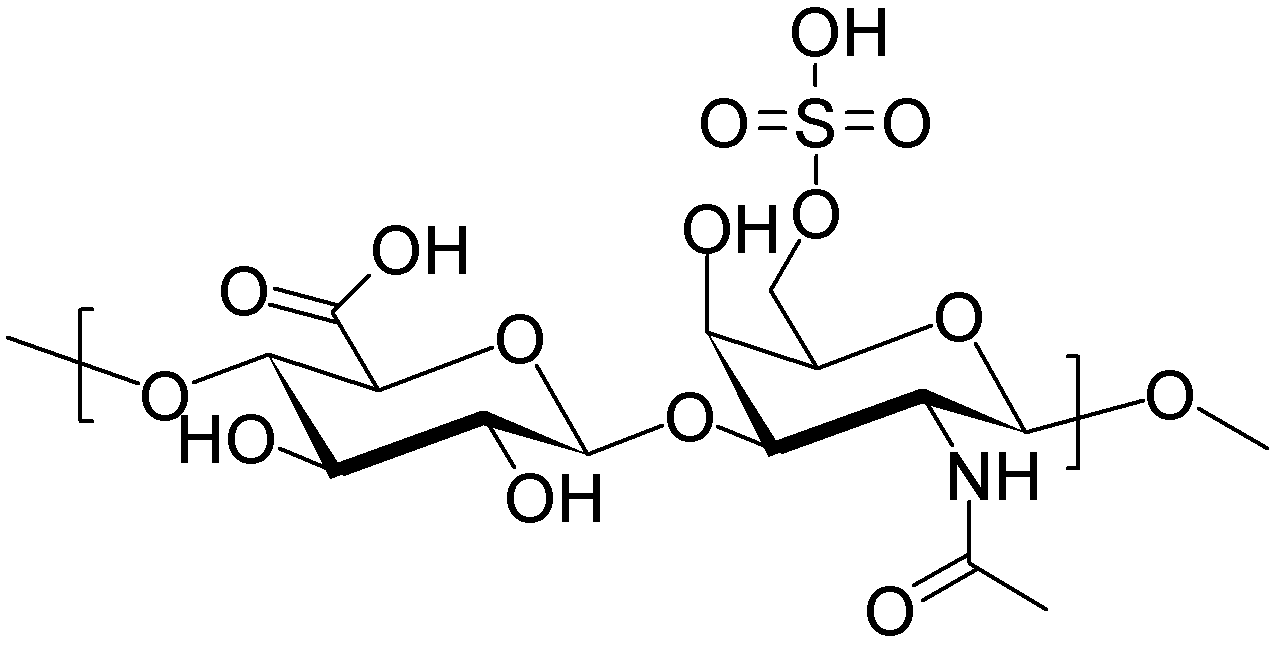
コンドロイチン硫酸C（コンドロイチン6硫酸）

コンドロイチン硫酸（コンドロイチンりゅうさん、chondroitin sulfate）は、動物体内にみられるグリコサミノグリカン（ムコ多糖）の一種。通常、コアタンパク質と呼ばれる核となるタンパク質に共有結合したプロテオグリカンとして存在する。特に軟骨の細胞外マトリックスにアグリカンと呼ばれるプロテオグリカンとして多く存在するが、皮膚などの結合組織、脳などあらゆる組織に広くみられる。

## 化学構造
D-グルクロン酸 (GlcA) と N-アセチル-D-ガラクトサミン (GalNAc) の2糖が反復する糖鎖に、硫酸が結合した構造を持つ。この「GlcA-GalNAc」2糖単位の中で硫酸基の付加やエピ化（GlcA からイズロン酸）で構造の著しい多様性がある。生体内に見られる長いコンドロイチン硫酸鎖には、一本の鎖で均一にすべての2糖単位が同じ構造（例：コンドロイチン6硫酸構造）をしているというものはほとんど存在しないといってもよい。このことは、多くの生化学や細胞生物学の教科書において誤解を与える記述がなされており注意を要する。
硫酸基の位置は、GalNAc の4位に硫酸がついたコンドロイチン4硫酸（コンドロイチン硫酸Aともいう）、コンドロイチン6硫酸（コンドロイチン硫酸C）が主なものである。GalNAc 4位の硫酸化がみられるデルマタン硫酸（dermatan sulfate、コンドロイチン硫酸B）は、コンドロイチン硫酸の GlcA がエピ化し、イズロン酸となっている。コンドロイチン硫酸の中には、4位、6位の両方が硫酸化されたコンドロイチン硫酸Eや、グルクロン酸やイズロン酸のヒドロキシル基が硫酸化されたoversulfatedな構造もしばしばみられる。これらの構造の変化や存在比は、プロテオグリカンの種類、動物種、組織、発生段階、病気によって違ってくる。例えば、哺乳類の皮膚にはデコリンと呼ばれるプロテオグリカンにデルマタン硫酸構造が豊富に見られる。哺乳類マスト細胞には、コンドロイチン硫酸Eが多く存在する。サメの軟骨には、グルクロン酸の2位に硫酸基が付加したコンドロイチン6硫酸（コンドロイチン硫酸D）が多い。また線虫には、硫酸化されていないコンドロイチンがみられる。コンドロイチンは、ある種の細菌によっても合成されている。
コンドロイチン硫酸のコアタンパク質への付加は、キシロース、ガラクトースを含む構造をしている。
| コンドロイチン硫酸 | 繰り返し二糖構造                                | 由来                 |
| ------------------ | ----------------------------------------------- | -------------------- |
| A                  | グルクロン酸 - アセチルガラクトサミン4硫酸      | 軟骨                 |
| B                  | イズロン酸2硫酸 - アセチルガラクトサミン4硫酸   | デルマタン硫酸、皮膚 |
| C                  | グルクロン酸 - アセチルガラクトサミン6硫酸      | 軟骨                 |
| D                  | グルクロン酸2硫酸 - アセチルガラクトサミン6硫酸 | デルマタン硫酸       |
| E                  | グルクロン酸 - アセチルガラクトサミン4,6二硫酸  | イカ                 |

## 機能
コンドロイチン硫酸のほとんどは、プロテオグリカンとして細胞外マトリックスや細胞表面に存在している。その機能で代表的なものは、軟骨のコンドロイチン硫酸である。軟骨のコンドロイチン硫酸の多くは、アグリカンというプロテオグリカンとして存在し、ヒアルロン酸、リンクタンパク質とともに超高分子複合体を形成している。この複合体は、軟骨特有なII型コラーゲンとともに、軟骨の細胞外マトリックスを形成し、軟骨の持つクッション作用に重要な役割をしている。皮膚に多く存在するデコリンは、コラーゲン繊維に結合し細胞外マトリックス形成の調節を行う。その他の組織のコンドロイチン硫酸もプロテオグリカンとして、多くは細胞外マトリックスの形成に関与し、細胞接着、移動、分化、増殖など細胞形質の制御を行っていると考えられている。脳においては、神経線維の再生を阻害する因子のひとつとして知られるほか、神経細胞の回りを取り巻く構造であるperineuronal netの主要成分として脳機能の可塑性に関与するとされる。やや特殊な機能をするコンドロイチン硫酸としては、マスト細胞やナチュラルキラー細胞の細胞内顆粒に存在するものなどもある。

## 医薬品・健康食品
医療用医薬品としてはコンドロイチン硫酸ナトリウムが以下のように用いられる。
- 注射液で腰痛症、関節痛、肩関節周囲炎（五十肩）などの治療
- 点眼液で角膜表層の保護

一般用医薬品としてはコンドロイチン硫酸ナトリウムが以下のように用いられる。
- 経口薬で関節痛、神経痛
- 点眼薬で角膜表層の保護

変形性関節症に対する健康食品をメタアナリシスし、コンドロイチンは効果量0.3と統計的に有意な差はあるがその効果は臨床的には小さなものであった。